# Gustavo Barros Schelotto
Pour les articles homonymes, voir Barros et Schelotto.
Gustavo Barros Schelotto, né le 4 mai 1973 à La Plata, est un footballeur argentin. Le milieu de terrain prend sa retraite en 2007, après avoir évolué en Argentine, en Europe, et aux États-Unis.

## Carrière
Gustavo Barros Schelotto commence sa carrière au Club de Gimnasia y Esgrima La Plata, en compagnie de son frère l'attaquant Guillermo Barros Schelotto. En 1993, Gimnasia y Esgrima remporte la Copa Centenario, organisée à l'occasion du centenaire de la Fédération d'Argentine de football. Le club se classe 2e du tournoi de clôture du championnat d'Argentine en 1995 et 1996. Recruté par Boca Juniors en 1997, Gustavo Barros Schelotto part en prêt au Club Atlético Unión de Santa Fe. Il retourne à Boca l'année suivante, où son frère Guillermo a également été transféré, et y passe deux saisons. Entraînés par Carlos Bianchi, les Xeneizes remportent par deux fois le tournoi d'ouverture du championnat, puis la Copa Libertadores et la Coupe intercontinentale.
En 2001, Gustavo Barros Schelotto évolue dans le championnat d'Espagne avec le Villarreal CF, qui a également recruté le buteur de Boca Martín Palermo. Il retourne en Argentine dès août 2001 et s'engage au Racing Club de Avellaneda, club avec lequel il remporte le tournoi d'ouverture du championnat d'Argentine. Avec Rosario Central, il dispute la Copa Sudamericana et la Copa Libertadores. Barros Schelotto effectue son retour à Gimnasia y Esgrima en 2004. Après un passage à l'Alianza Lima, au Pérou, il termine sa carrière aux États-Unis avec les Puerto Rico Islanders, un club de 1re division de la United Soccer Leagues. Depuis 2007, Barros Schelotto est consultant sur la chaîne argentine TyC Sports.

## Palmarès
- avec Boca Juniors :
  - vainqueur du tournoi d'ouverture du championnat d'Argentine en 1998 et 2000 ;
  - vainqueur de la Copa Libertadores en 2000 ;
  - vainqueur de la Coupe intercontinentale en 2000.

- avec le Racing Club de Avellaneda :
  - vainqueur du tournoi d'ouverture du championnat d'Argentine en 2001.